# “記憶”と生きる
『“記憶”と生きる』（きおくといきる、기억과 함께 산다）は慰安婦問題のドキュメンタリー映画。第一部では「ナヌムの家」で暮らす女性たちの記憶を、第二部では姜徳景の最期の2年間を記録している。

## 概要
監督の土井敏邦が1994年12月から1997年1月にかけて撮影した素材を編集し2015年に映画として公開。公開時には映画で証言した6人の女性は既に全員他界していた。上映開始後は連日、北原みのり、高橋哲哉、池田恵理子（「女たちの戦争と平和資料館」館長）、永田浩三、雨宮処凛、根岸季衣、金富子、金優綺（在日本朝鮮人人権協会）、梁澄子（「日本軍『慰安婦』問題解決全国行動」共同代表）などのトークショーが開催された。

## さいたま市教育委員会による自主上映に対する後援の取り下げ
なお、2017年4月15日にはさいたま市緑区のチネマ・カプチーノにおいてさいたま市教育委員会の後援により自主上映が実施予定だったが、この映画には慰安婦に関する歴史的な事実関係に誤りがありかつ政治的に極めて偏向しているという抗議を多数の市民から受けたことにより、さいたま市教育委員会による後援は取り下げられた。チネマ・カプチーノにおける自主上映は予定通り実施された。

## 関連書籍
- 土井敏邦『“記憶”と生きる: 元「慰安婦」姜徳景の生涯』（大月書店、2015年4月）ISBN 978-4272521067

## 外部サイト
- 土井敏邦監督 『“記憶”と生きる』公式サイト